# 许逢元
许逢元（生年不詳—卒年不詳），湖广人，是一名清朝政治人物。贡生出身。
许逢元曾于1744年接替王理任青浦县知县一职，1744年由乔式祖接任。